# Videmiro il Vecchio
Videmiro, detto il Vecchio, per distinguerlo dal figlio (in latino Vidimir o Vidimer; Pannonia, ... – 473), è stato re degli Ostrogoti dal 451 fino alla morte.

## Biografia
Appartenente alla dinastia degli Amali, regnò sugli Ostrogoti assieme ai fratelli Valamiro e Teodemiro a partire dal 451. Dopo la morte del fratello Valamiro, a Videmiro fu dato il comando degli Ostrogoti della Slavonia superiore, mentre a Teodomiro e al giovane nipote (figlio di Teodemiro) Teodorico fu affidata la parte orientale del regno.
Tra il 459 e il 461-462, Videmiro combatté contro i bizantini a causa del mancato pagamento della sovvenzione annuale per i Goti. Verso 469 combatté al fianco di Teodomiro nella battaglia di Bolia, che portò alla sconfitta dell'esercito bizantino, anche se per Hyun Jin Kim è possibile che gli Ostrogoti abbiano perso quella battaglia.
Il mantenimento delle posizioni raggiunte dagli Ostrogoti li costringeva a un continuo stato di belligeranza con i popoli vicini, che a sua volta era causa di un continuo impoverimento delle terre, come riporta Giordane:
Per questo motivo, mentre Teodomiro con la maggior parte del popolo e il giovane Teodorico, si diresse verso Oriente, dove riuscì a farsi assegnare lo stanziamento nella Mesia inferiore, Videmiro decise di marciare verso l'Italia, dove Glicerio era appena diventato imperatore. Come riporta Giordane, Glicerio gli inviò numerosi presenti e lo avvisò che i territori che voleva occupare erano già stati occupati dai Visigoti e lo invitava a marciare verso la Gallia.
Videmiro morì poco dopo, lasciando la spedizione sotto il comando del figlio. Molto probabilmente, arrivati in Gallia questi Ostrogoti si unirono ai Visigoti, che erano già stabiliti in quella provincia.